# Ötlapos póker

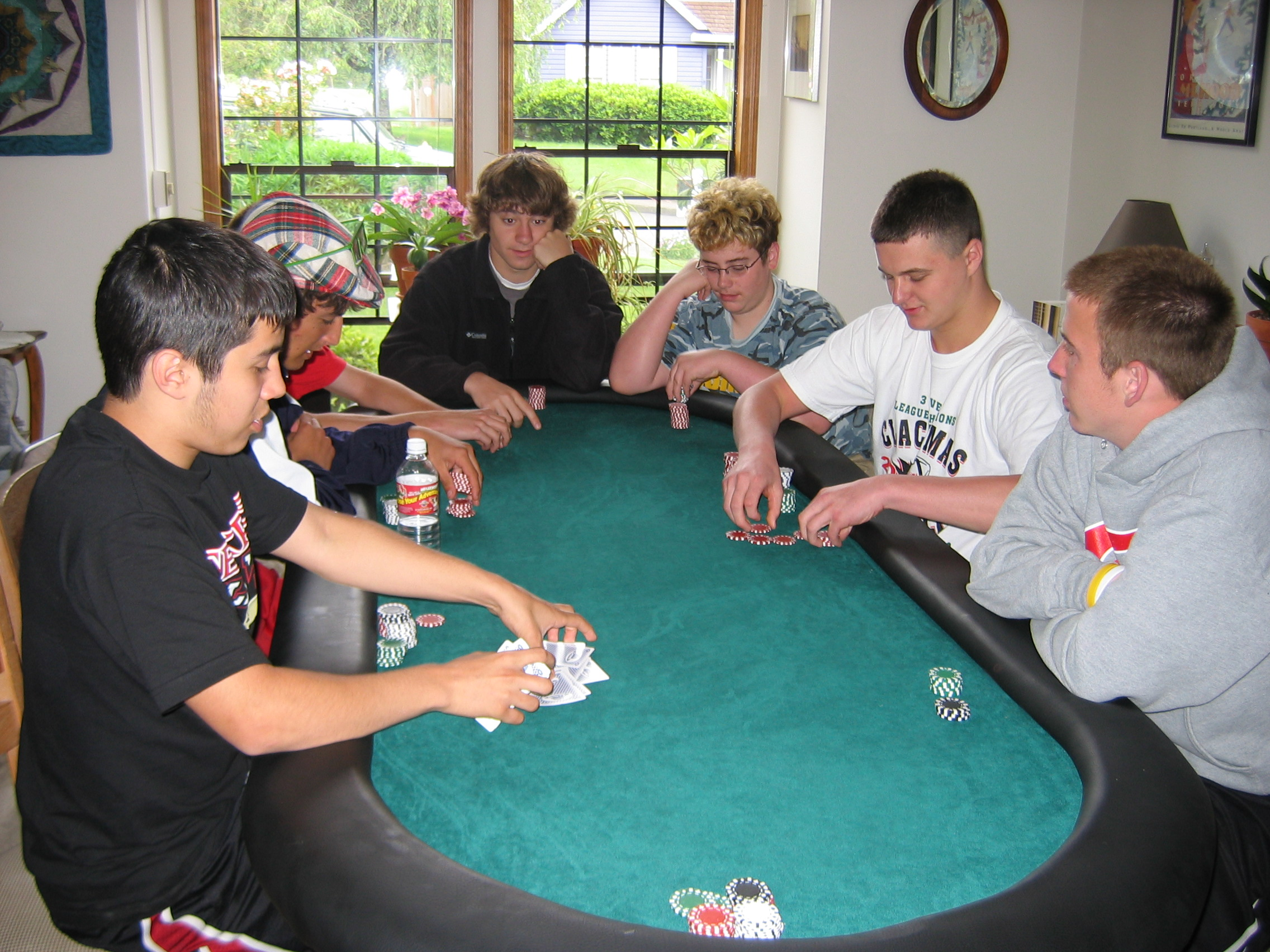
Játék közben

A 5 Card Draw a póker legrégebbi variánsa, a vadnyugati filmekből jól ismert kártyajáték. A póker nagyapjának is tekinthetjük, a 19. század Amerikájában még csak ezt a formáját játszották a pókernek, a stud póker 20. századi megjelenésével, majd a Texas Hold’em térnyerésével azonban népszerűsége jelentősen megcsappant. Mára a kaszinókban és versenyeken alig megtalálható, bár az online pókertermekben egyre nagyobb népszerűségnek örvend, és az otthoni partik közkedvelt résztvevője.

## A leosztás előtt
A játékot 2-6 fő játszhatja. Az 5 lapos pókerben nincsenek közös lapok, mindenki 5 lapot kap, amelyből mindegyik zárt, azaz egyik sem látható az ellenfelek számára. A játéknak két fő variánsa van, az egyik a kaszinó, a másik pedig az otthoni változat. A kaszinó változatot vak struktúrával játsszák, tehát az osztótól balra ülő játékos leosztás előtt beteszi a kis vakot, a következő játékos pedig a nagy vakot. Az otthoni játékokban általában antét használnak, ez egy mindenki által kötelezően betett tét, tehát például az ante 5 cent, mindenki berakja a tétet, majd ezután következik a leosztás. A játékot megbeszélés alapján szokták Limit, Pot Limit, és No Limit formában is játszani.

## A játék menete
A tétek berakása után kezdődik a leosztás, minden játékos 5 lapot kap, egyenként leosztva képpel lefelé. Minden játékos megnézi a lapjait, ügyelve arra, hogy lehetőleg mások ne lássák, majd ezután következik az első licitkör. A vak struktúrás játékban az első licitáló a nagy vaktól balra ülő játékos, az antés variációban pedig az osztótól balra ülő játékos az első beszélő. Ha legalább két játékos partiban marad az első licitkör után, akkor következik a húzási fázis. Ilyenkor minden játékos meghatározza, hogy hány lapot szeretne cserélni, majd azok helyett új lapokat húz a pakliból. A húzást az előrébb ülő játékos kezdi. A kör addig tart, amíg minden aktív játékosnak újra öt lapja nem lesz. Ezután következik a második licitkör, amelyet az első licitkör első emelője kezd meg (tehát az a játékos, aki először tett pénzt a partiba az első kör során). Ha ez a kör után is legalább két játékos marad, akkor következik a showdown, amelyet a legjobb lap nyer.